# Хирокин (митология)
Хирокин (Хюрокин; нордически: Hyrrokkin – „Сбръчкана от огън/горещина/жар“) е великанка от племето на йотуните в скандинавската митология. Този персонаж е известен главно от мита за смъртта на Балдур, поместен в поемата „Видението на Гюлви“ („Gylfaginning“) от Младата Еда. Според мита, когато според обичая мъртвия Балдур е положен на кораба си Хрингхорн, подготвен за превръщане в погребална клада, се оказва, че никой от боговете аси няма силата да тласне кораба в морето, тъй като Хрингхорн е най-огромният кораб на света. Тогава един от йотуните, присъстващ на погребението съветва да бъде извикана Хирокин.
Тя пристига яхнала вълк, в чиято уста вместо юзда има отровни змии. Според мита Один заповядва на четирима берсерки да държат ездитното ѝ животно, но те не успяват да се справят с него, докато не го пова̀лят на земята. А самата Хирокин с един тласък бутва кораба Хрингхорн в морето; това особено подразва бог Тор, който е готов веднага да се сражава с нея, но другите аси го разубеждават.